# Земеделско знаме
«Земеделско знаме» — ежедневная общественно-политическая газета, официальное издание Болгарского земледельческого народного союза.

## История
Выпуск газеты был начат в 1902 году в городе Стара-Загора под фактическим руководством Александра Стамболийского.
В 1904 году А. Стамболийский официально стал ответственным редактором газеты.
С 1907 года газета стала выходить в Софии.
После вступления Болгарии в Первую мировую войну и введением военной цензуры количество печатных изданий в стране было сокращено и с 1915 до 1917 года газета не выходила.
После государственного переворота 9 июня 1923 года газета была запрещена пришедшим к власти правительством А. Цанкова, после переговоров издание газеты было разрешено, но в 1924 - 1925 годы газета выходила нерегулярно и только с 1926 года вновь стала выходить регулярно.
После военного переворота 19 мая 1934 года все политические партии и профсоюзы в Болгарии были официально запрещены и выпуск газеты был прекращён.
После перехода Болгарии на сторону Антигитлеровской коалиции в сентябре 1944 года издание газеты возобновилось.
В 1971 году тираж газеты составлял 178 тыс. экземпляров.